# Phassus absyrtus
Phassus absyrtus är en fjärilsart som beskrevs av William Schaus 1892. Phassus absyrtus ingår i släktet Phassus och familjen rotfjärilar. Inga underarter finns listade i Catalogue of Life.